# Saint-Marin aux Jeux olympiques d'été de 1992
Saint-Marin participe aux Jeux olympiques d'été de 1992 à Barcelone du 25 juillet au 9 août 1992. Il s'agit de sa 8e participation à des Jeux olympiques d'été.

## Athlétisme
Les cinq athlètes de Saint-Marin sont Aldo et Dominique Canti, Gian Luigi Macina, Manlio Molinari et Nicola Selva.

## Cyclisme
Guido Frisoni représente Saint-Marin en cyclisme.

## Judo
Alberto Francini est le seul judoka de Saint-Marin à ces Jeux olympiques.

## Natation
Saint-Marin aligne cinq nageurs : Daniele et Sara Casadei, Roberto Pellandra, Filippo Piva et Danilo Zavoli.

## Tennis
Saint-Marin est représenté en tennis par Chritian Forcellini et Gabriel Francini.

## Tir
Francesco Amici et Giuliano Ceccoli sont les deux tireurs de Saint-Marin à ces Jeux olympiques.

## Tir à l'arc
Saint-Marin est représenté par Paolo Tura.